# Mária román királyné
„Nagy” Mária román királyné, született Mária edinburgh-i hercegnő (angolul: Princess Marie of Edinburgh, németül: Prinzessin Marie von Sachsen–Coburg–Gotha, románul: Regina Maria a României, teljes nevén Marie Alexandra Victoria; (Ashford, 1875. október 29. – Szinaja, 1938. július 18.) edinburgh-i, brit és szász–coburg–gothai hercegnő, házassága révén Románia királynéja.

## Származása és gyermekkora
Mária hercegnő az Eastwell Parkban született 1875-ben, Alfréd brit királyi és edinburgh-i herceg és Marija Alekszandrovna orosz nagyhercegnő legidősebb leányaként. December 15-én a windsori királyi kastély magánkápolnájában keresztelték meg anglikán szertartást szerint, keresztszülei között ott volt Hesseni Marija Alekszandrovna orosz cárné, Alekszandr Alekszandrovics orosz cárevics, Alexandra walesi hercegné és Alexandrina szász–coburg–gothai hercegné.
A hercegnőnek három húga volt, Viktória Melitta, Alexandra és Beatrix hercegnők. A családi körökben „Missy” becenéven emlegetett Mária hercegnő Viktória Melittához állt közelebb; a nővérek egy életen át rendszeres levelezést folytattak. Alfréd herceg tagja volt a Brit Királyi Haditengerészetnek, így amikor szolgálatot teljesített, a család gyakran elkísérte őt. A testvérek ennélfogva igen sok időt töltöttek külföldön, elsősorban Málta szigetén. Később, miután édesapjuk megörökölte Szász–Coburg–Gotha hercegségét, a család Németországba költözött.

## Házassága és gyermekei
A kor szépségeként számon tartott Mária hercegnőbe hamar beleszeretett első unokatestvére, György walesi herceg, aki házassági ajánlatot is tett neki. Mindkettejük édesapja támogatta a tervet, ellenben Mária édesanyja, Marija Alekszandrovna heves ellenszenvet érzett a brit királyi családdal szemben, és megakadályozta a frigyet. A volt orosz nagyhercegnő azt szerette volna, ha leánya valamelyik külföldi uralkodócsaládba házasodik be. 

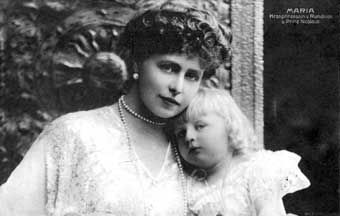
Mária román királyné gyermekével, Miklós királyi herceggel

Mária hercegnőnek egy ideig udvarolt Nyikolaj Alekszandrovics orosz cárevics is, a nagyherceg szívét végül mégis Alix hesseni hercegnő nyerte el.
A hercegnő felkeltette Erzsébet román királyné figyelmét is, aki megfelelő feleséget keresett unokaöccse és egyben örökbefogadott fia, Ferdinánd román királyi és hohenzollern–sigmaringeni herceg számára. A herceg a szép Elena Văcărescu román arisztokrata leány kegyeiért küzdött, választását azonban amellett, hogy a király ellenezte, lehetetlenné tette a román alkotmány is. A román uralkodó unokatestvéréhez, II. Vilmos német császárhoz fordult segítségért, aki Mária hercegnőt ajánlotta feleségként. 1893. január 10-én Ferdinánd herceg három esküvői szertartás – polgári, katolikus és protestáns – keretében Sigmaringen kastélyában házasságra lépett Mária hercegnővel. Kapcsolatukból hat gyermek származott:
- Károly királyi herceg (1893–1953), később Románia királya
- Erzsébet királyi hercegnő (1894–1956), házassága révén Görögország királynéja
- Mária királyi hercegnő (1900–1961), házassága révén Jugoszlávia királynéja
- Miklós királyi herceg (1903–1978), gyermektelenül hunyt el
- Ilona királyi hercegnő (1909–1991), házassága révén osztrák főhercegné, magyar és cseh királyi és toszkánai hercegné
- Mircea királyi herceg (1913–1916), kisgyermekként elhalálozott.

Annak ellenére, hogy hat gyermekük született, Ferdinánd herceg és Mária hercegné házassága mégsem volt boldog. Az utolsó gyermek, Mircea herceg születése előtt a hercegné viszonyt folytatott Barbu Știrbey herceg-politikussal; Mircea hercegnek pedig barna szeme volt, szemben Ferdinánd és Mária kék szemszínével. Ilona hercegnő biológiai apjáról a történészek máig vitát folytatnak; noha a hercegnő későbbi elmondása szerint ténylegesen Ferdinánd király leánya volt. 
Mária hercegné a szóbeszéd szerint bensőséges viszonyban állt Loïe Fuller amerikai színésznővel is, a kapcsolat kettejük között több volt puszta barátságnál, azonban ennek nem volt sok alapja.

## Román királynéként

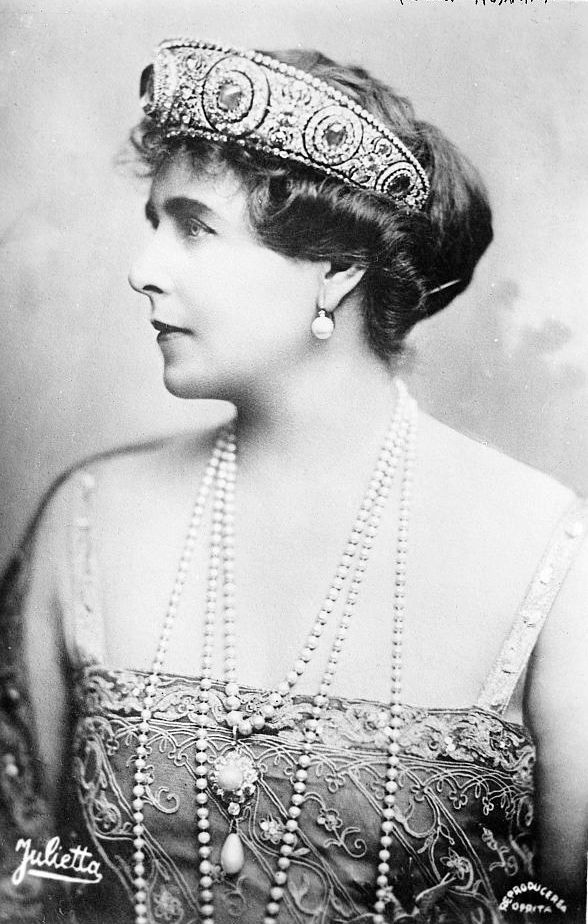
Mária román királyné

„Mária hercegnő nagyon bájos, szereti a táncot, a színházat és a legkülönfélébb sportokat. Sajnos elég gőgös, és legalábbis mostanáig nem tudta elnyerni a román nép rokonszenvét” – írta Erzsébet királyné nem sokkal a trónörökös házasságkötését követően. A két asszony között bizonyos mértékig rivalizálás alakult ki, hiszen mindketten nagyravágyóak és írói tehetséggel megáldottak voltak. 1914. október 10-én I. Károly király halálával Ferdinánd hercegre száll a korona, ámbár koronázására nem kerül sor az első világháború miatt. „Királyné vagyok! Népemhez tartozom, érte kell élnem, és lelkemben a félelemnek nincs többé helye…” – emlékezett meg trónra kerülésének napjáról Mária királyné.
Az új királyné hamar megnyerte magának az emberek rokonszenvét önfeláldozó magatartásával és példamutatásával. Az egykori anyakirálynéhoz hasonlóan ő is személyesen ápolta a sebesült katonákat a Vöröskereszt önkénteseként; valamint Országom címmel írt könyvének eladásából származó minden bevételét a Vöröskereszt számára ajánlotta fel. A háborút súlyosbító tífuszjárvány idején is folytatta ápolói tevékenységét: „Ez [a bátorság] nem érdem. Nekem sebezhetetlennek kell lennem!”. Jószolgálati tevékenységei mellett a politikában is jelentős szerepet játszott; részt vett a román háborús tervezet kidolgozásában is, amelyhez kapcsolatai révén az Amerikai Egyesült Államoktól szerzett pénzt. A háború végeztével Ion Brătianu miniszterelnök segítségül hívta a királynét Versailles-ba, hogy az uralkodóné képviselje országát, és járjon el érdekében a nagyhatalmak vezetőinél. A királyné lépése nagy szenzációnak számított, a sajtó a „Regina soldat” (Katonakirályné) nevet adta neki, utalva ezzel politikai szerepvállalására. Közbenjárásának köszönhetően Románia megszerezte Erdélyt, Besszarábiát, illetve Bukovina és a Bánság egyes részeit.
1922. október 15-én az erdélyi Gyulafehérvár, azaz Alba Iulia városában bizánci pompát idéző keretek között királlyá és királynévá koronázták a román uralkodópárt. A ceremónia alkalmából külön katedrálist építtettek; a „nagy” jelzővel illetett Mária királyné saját maga tervezte meg bizánci stílusú koronáját. A fejéket a Falize-ház készítette el, és I. Ferdinánd király helyezte felesége fejére. A hatalmas népszerűségnek örvendő királyné azzal fejezte ki ragaszkodását országa irányába, hogy előszeretettel öltött magára román népviseletet, legtöbb bútora népművészeti elemeket hordozott. Később még anglikán vallását is feladta; átkeresztelkedett a román ortodox vallásra. A királynét a népművészet mellett érdekelte a festészet, a zene és kertművészet is. Elődjéhez hasonlóan tehetségesen írt könyveket és egyéb irodalmi műveket. A romániai francia nagykövet jellemzése szerint „…páratlan angol tökéletesség, harmóniában a varázsos szláv vonzerővel és a ragyogó szépséggel…”. A királynét, aki kedvelte a finom ékszereket és a szép ruhákat, kora egyik legelegánsabb asszonyának tartották.
Kapcsolata legidősebb fiával, Károly herceggel kezdetben jól alakult; idővel azonban a trónörökös neheztelni kezdett édesanyjára a Știrbey herceggel fenntartott románc miatt. Mária királyné dinasztikus kapcsolatot teremtő hitvest óhajtott fiának; Károly herceg viszont 1918-ban titokban feleségül vette Janka Zizi Lambrinót, mit sem törődve az ezt tiltó alkotmánnyal és szülei elvárásával. A házasság nyilvánosságra kerülése nagy botrányt kavart, nemcsak a közvéleményben, de a királyi családban is. Lambrinót és a trónörököstől született fiát Franciaországba száműzték, házasságukat felbontották. A szülői akarattal továbbra is dacoló herceg kénytelen volt 1921 márciusában feleségül venni Ilona görög királyi hercegnőt, a görög király leányát. A kezdetektől fogva boldogtalan házasságból egyetlen gyermek, Mihály herceg született. A trónörökös viszonyt kezdett egy katonatiszt nejével, Magda Lupescuval, majd 1926. január 1-jén lemondott trónigényéről. Így amikor 1927. július 20-án meghalt I. Ferdinánd király, a trónon unokája, Mihály herceg követte. A hatéves gyermeket édesanyja, Ilona hercegné és Mária anyakirályné vezette beiktatásán. Miután Károly herceg mégis visszatért Romániába, és saját fia ellenében II. Károly néven királlyá kiáltotta ki magát, Mária anyakirályné visszavonult a nyilvánosságtól.
A számára építtetett Balcsik-palotában talált otthonra, ahol idejét könyvírással töltötte. Memoárjainak Az életem története címet adta, és ekkoriban fogadta el a bahái hitet. 1938. július 18-án hunyt el Peleș kastélyában; halálhíre megdöbbenést és mély megrendülést váltott ki a román népből. Kívánságának megfelelően Bukarestben tartották temetési szertartását, majd Curtea de Argeșben, a román királyi család mauzóleumában helyezték örök nyugalomra, férje oldalán. Szívét különválasztották testétől; a királyné számára oly kedves Balcsik-palotában őrizték. 1940-ben, amikor Balcsik bolgár fennhatóság alá került, a szíve átkerült a törcsvári kastélyba. 2015 novemberében a szívet a Román Nemzeti Múzeum átadta a szinajai Pelișor-kastélynak.

### Emlékezete
- 2006-ban a román lakosok A 100 legnagyobb román listáján a 37. helyre választották
- 2005-ben a Román Haditengerészet a Regina Maria névre keresztelte a Brit Haditengerészettől vásárolt hadihajót
- Dorothy Parker megemlíti híres versében, a Kommentben

## Magyarul megjelent művei
- Mária királyné: Kandi Klára kalandjai; ford. Szeghő Imre; Lepage, Cluj-Kolozsvár, 1925